# Setaria palmifolia
Setaria palmifolia là một loài thực vật có hoa trong họ Hòa thảo. Loài này được (J.Koenig) Stapf miêu tả khoa học đầu tiên năm 1914.

## Hình ảnh

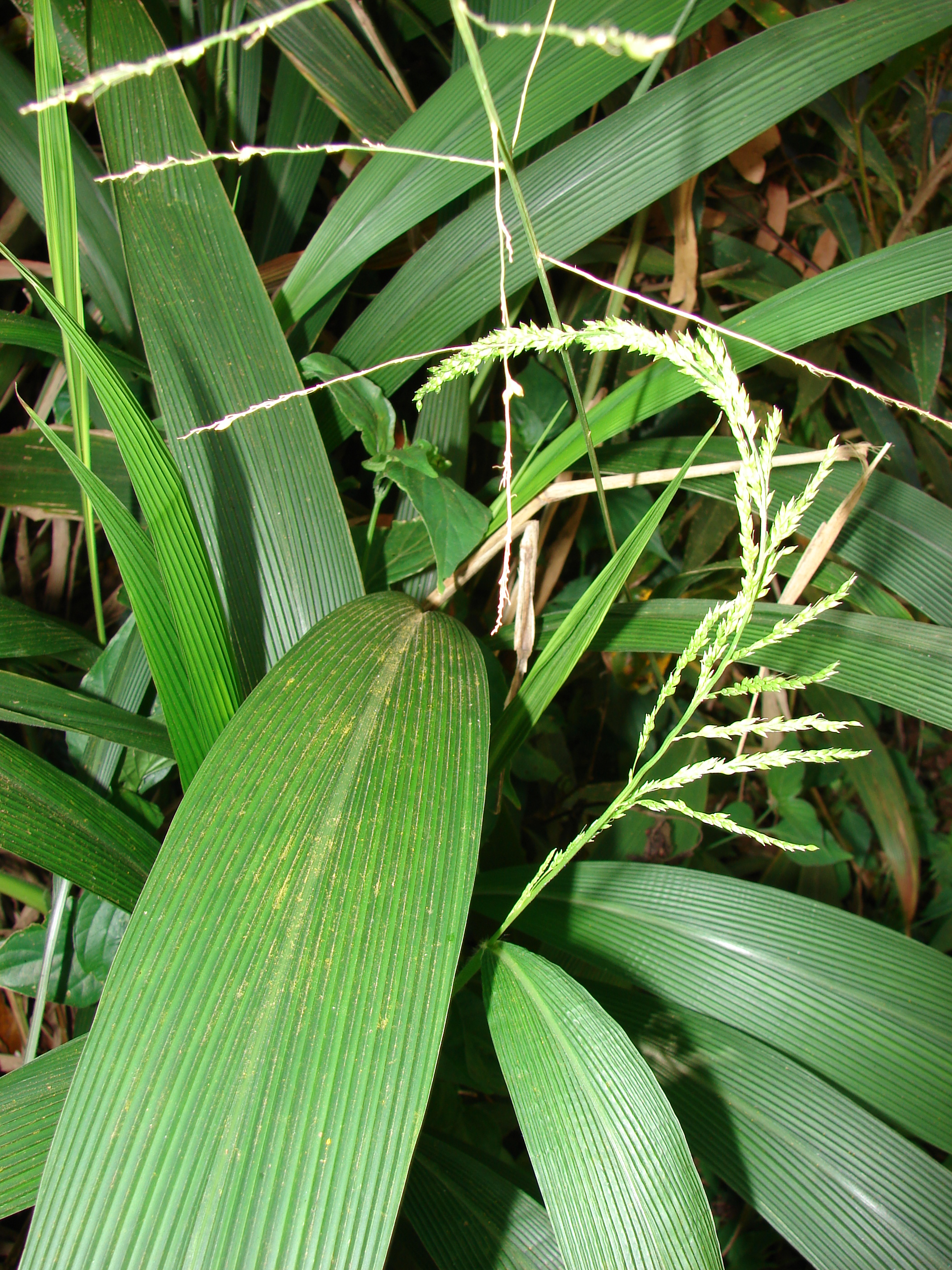
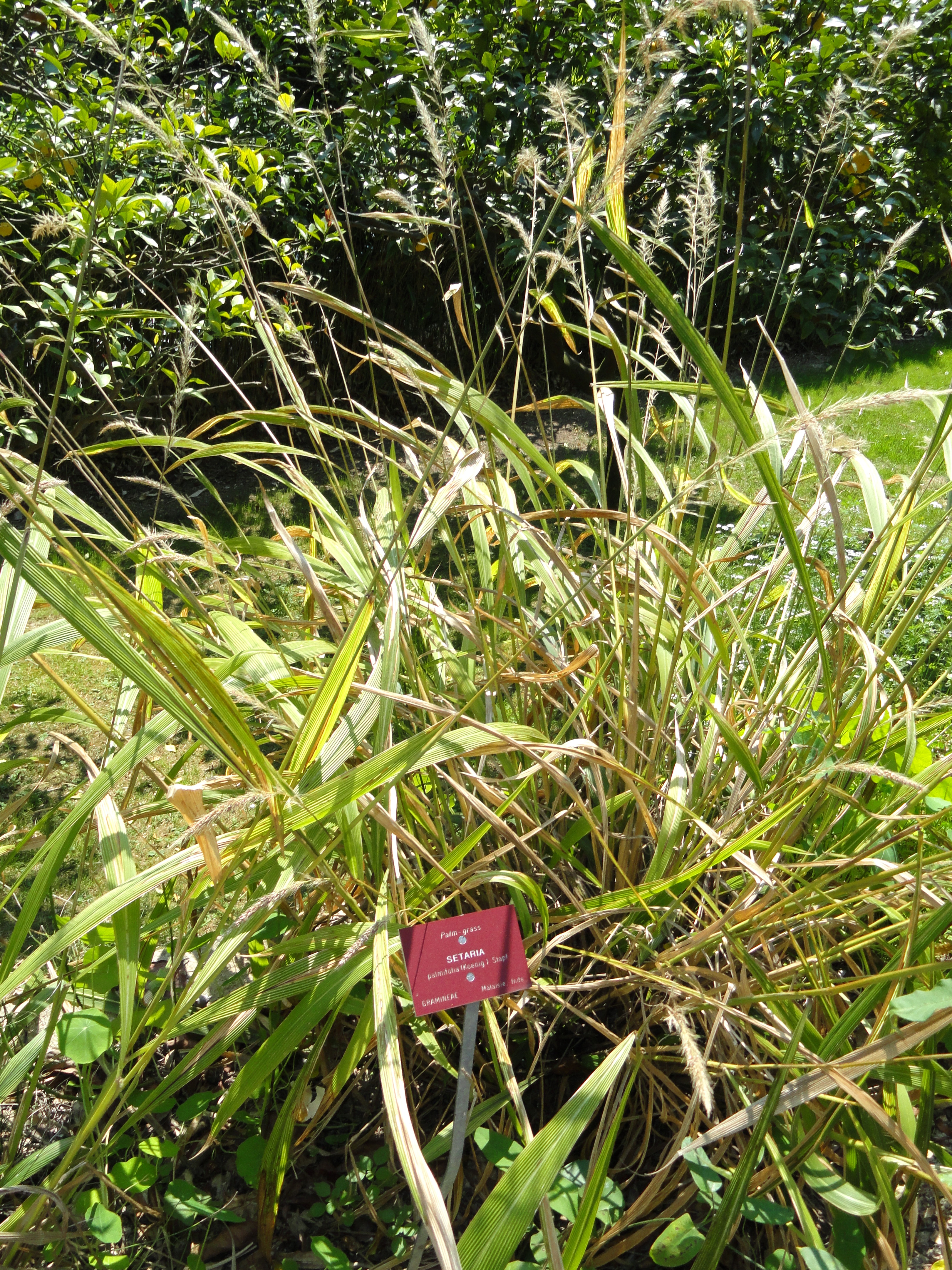
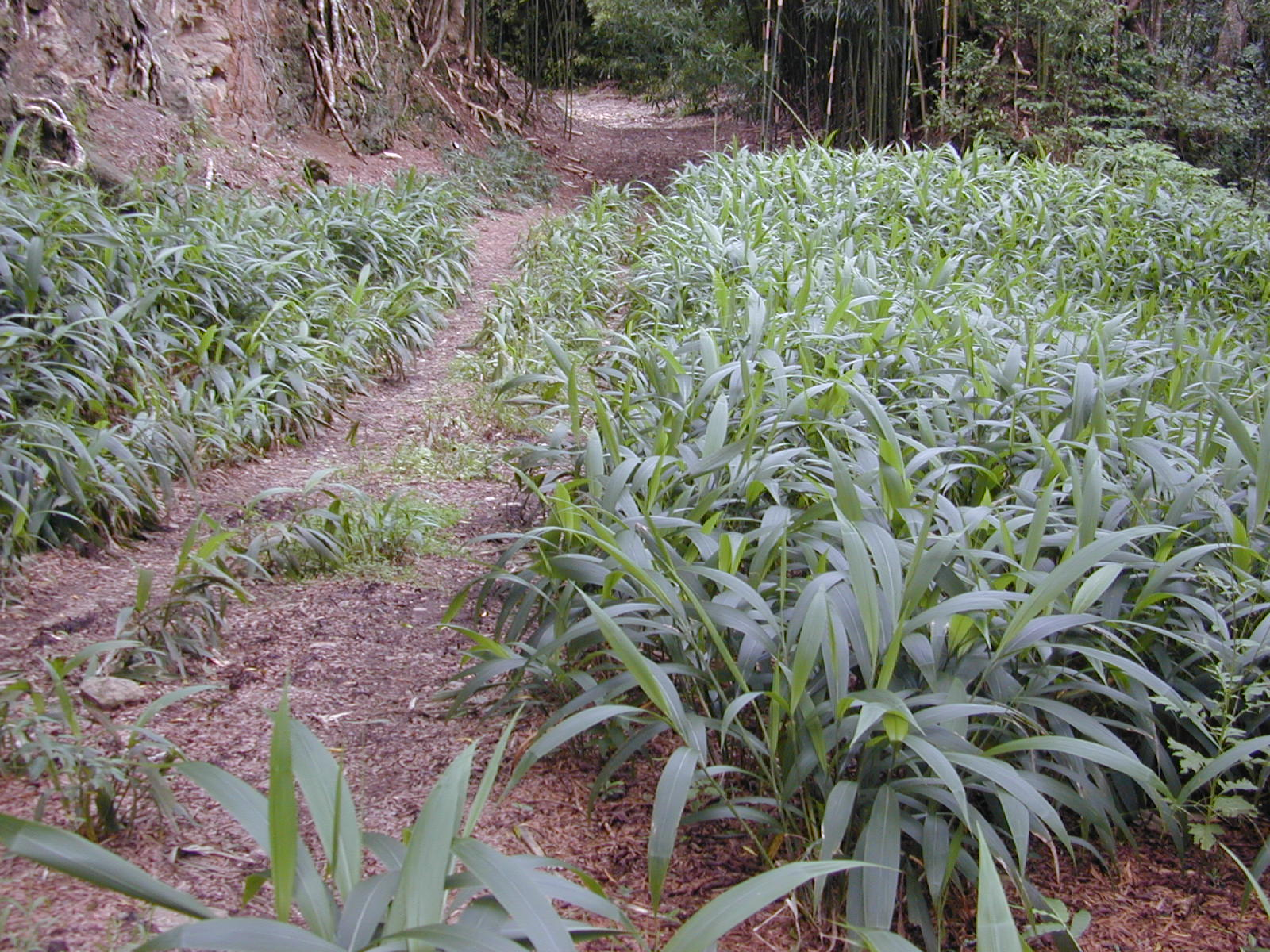
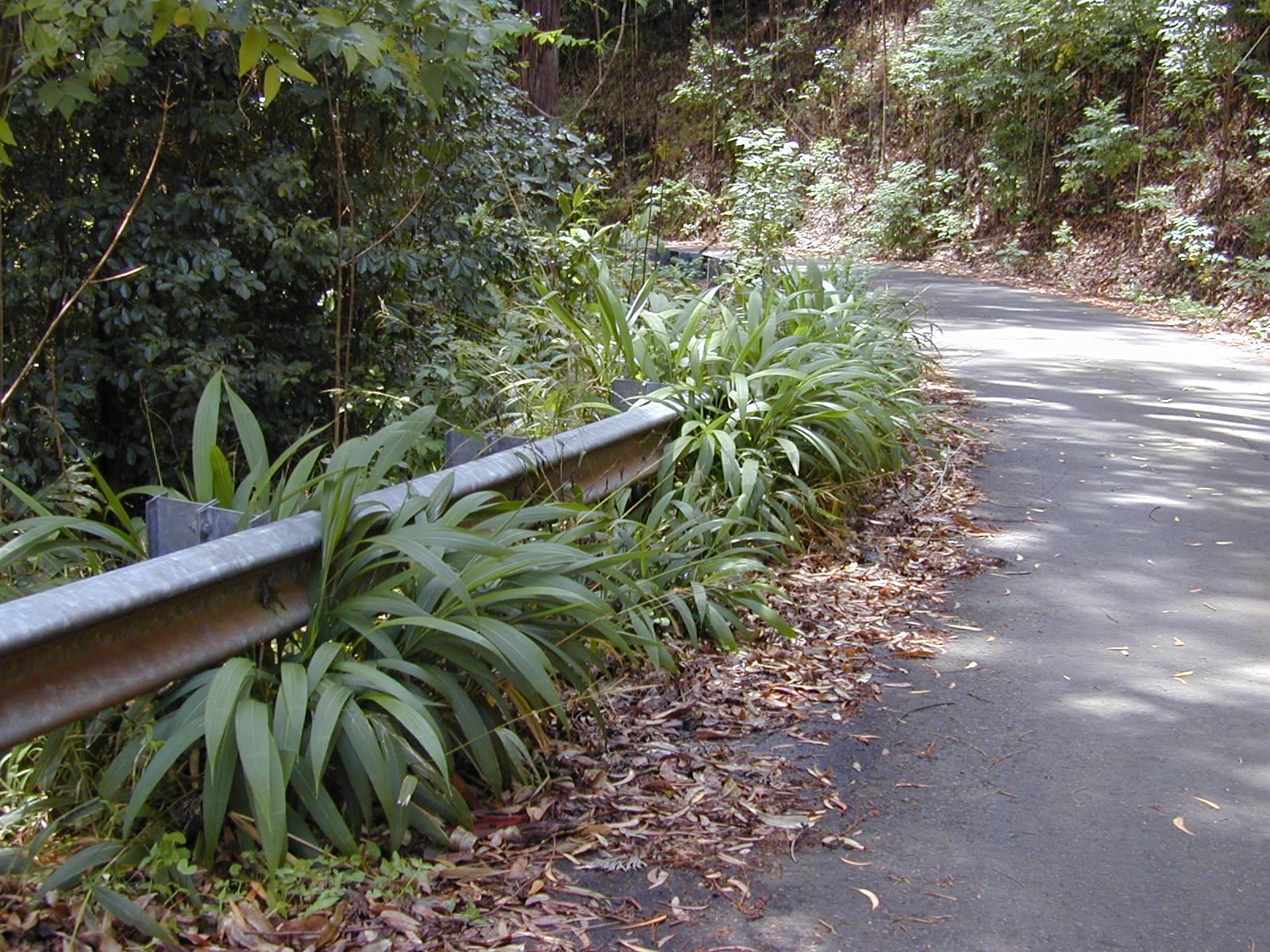